# Superliga Brasileira de Voleibol Masculino de 2009–10
A Superliga Brasileira de Voleibol Masculino de 2009-10 foi a 16ª edição desta competição organizada pela Confederação Brasileira de Voleibol através da Unidade de Competições Nacionais. Também foi a 32ª edição do Campeonato Brasileiro de Voleibol Masculino, a principal competição entre clubes de voleibol masculino do Brasil. Seu campeão foi a Cimed/Malwee que, após vencer o Bonsucesso/Montes Claros por 3 sets a 0 no Ginásio do Ibirapuera, conquistou seu quarto título do torneio.

## Participantes
Álvares Vitória, Vitória/ES

 Blumenau, Blumenau/SC

 Brasil Vôlei Clube, São Paulo/SP

 Brasília, Brasília/DF

 Cimed, Florianópolis/SC

 Cuiabá, Cuiabá/MT

 Minas, Belo Horizonte/MG

 Montes Claros, Montes Claros/MG

 Náutico, Araraquara/SP

 Pinheiros, São Paulo/SP

 Sada Cruzeiro, Belo Horizonte/MG

 Santo André, Santo André/SP

  Ulbra São Caetano, São Caetano do Sul/SP

 Sesi, São Paulo/SP

 UCS Caxias, Caxias do Sul/RS

 Vôlei Futuro, Araçatuba/SP

 Volta Redonda, Volta Redonda/RJ

## Regulamento

### Fórmula de Disputa
A Superliga masculina de Vôlei será disputada por 17 equipes em duas fases:
- Fase Classificatória: As 17 equipes disputarão partidas em um sistema de turno e returno,em que enfrentarão todos os adversários em seu mando de quadra e fora dele.
- Playoffs: As oito equipes jogarão num sistema mata-mata e a vencedora desses será declarada Campeã da Superliga Masculina de Vôlei 2009-10. É dividida em 3 partes:
  - Quartas de Final: Haverá um cruzamento entre as 8 equipes com os melhores índices técnicos, seguindo a lógica: 1ª x 8ª (A); 2ª x 7ª(B); 3ª x 6ª(C) e 4ª x 5ª(D). Estas, jogaram partidas em melhor de 3 (jogos), sendo um mando de campo para cada e o jogo de desempate, se houver, no ginásio da equipe com o melhor índice técnico da Fase Classificatória.
  - Semifinais: Será disputada pelas equipes que passaram das quartas de final, seguindo a lógica: Vencedora do jogo A x Vencedora do jogo D; Vencedora do jogo B x Vencedora do jogo C.  Estas, jogaram partidas em melhor de 3 (jogos), sendo um mando de campo para cada e o jogo de desempate, se houver, no ginásio da equipe com o melhor índice técnico da Fase Classificatória.
  - Final: Será disputada entre as duas equipes vencedoras das Semifinais, em apenas uma partida,em São Paulo. A equipe vencedora será declarada campeã da competição.

### Critérios de Desempate
1º: Sets Average

2º: Pontos Average

3º: Confronto Direto (Se o empate foi entre duas equipes)

4º: Sorteio

### Pontuação
Vitória: 2 pontos

Derrota: 1 ponto

Não Comparecimento: 0 pontos

## Classificação
| Superliga Masculina de Vôlei 2009-10                                                        | Superliga Masculina de Vôlei 2009-10 | Superliga Masculina de Vôlei 2009-10 | Superliga Masculina de Vôlei 2009-10 | Superliga Masculina de Vôlei 2009-10 | Superliga Masculina de Vôlei 2009-10 | Superliga Masculina de Vôlei 2009-10 | Superliga Masculina de Vôlei 2009-10 | Superliga Masculina de Vôlei 2009-10 | Superliga Masculina de Vôlei 2009-10 | Superliga Masculina de Vôlei 2009-10 | Superliga Masculina de Vôlei 2009-10 | Superliga Masculina de Vôlei 2009-10 | Superliga Masculina de Vôlei 2009-10 |
| Time                                                                                        | Time                                 | Time                                 | Jogos                                | Jogos                                | Jogos                                | Jogos                                | Sets                                 | Sets                                 | Sets                                 | Pontos                               | Pontos                               | Pontos                               |                                      |
| Time                                                                                        | Time                                 | Time                                 | P                                    | T                                    | V                                    | D                                    | V                                    | D                                    | R                                    | V                                    | D                                    | R                                    |                                      |
| ------------------------------------------------------------------------------------------- | ------------------------------------ | ------------------------------------ | ------------------------------------ | ------------------------------------ | ------------------------------------ | ------------------------------------ | ------------------------------------ | ------------------------------------ | ------------------------------------ | ------------------------------------ | ------------------------------------ | ------------------------------------ | ------------------------------------ |
| 1                                                                                           | Cimed                                | CIM                                  | 14                                   | 7                                    | 7                                    | 0                                    | 21                                   | 5                                    | 4,200                                | 617                                  | 494                                  | 1,249                                |                                      |
| 2                                                                                           | Pinheiros                            | PSK                                  | 13                                   | 7                                    | 6                                    | 1                                    | 20                                   | 4                                    | 5,000                                | 594                                  | 506                                  | 1,174                                |                                      |
| 3                                                                                           | Sesi                                 | SES                                  | 13                                   | 7                                    | 6                                    | 1                                    | 19                                   | 6                                    | 3,167                                | 625                                  | 561                                  | 1,114                                |                                      |
| 4                                                                                           | Sada Cruzeiro                        | SDC                                  | 11                                   | 6                                    | 5                                    | 1                                    | 17                                   | 5                                    | 3,400                                | 512                                  | 470                                  | 1,089                                |                                      |
| 5                                                                                           | Santo André                          | ABC                                  | 11                                   | 7                                    | 4                                    | 3                                    | 13                                   | 12                                   | 1,083                                | 572                                  | 573                                  | 0,998                                |                                      |
| 6                                                                                           | Minas                                | VMT                                  | 10                                   | 6                                    | 4                                    | 2                                    | 12                                   | 8                                    | 1,500                                | 466                                  | 456                                  | 1,022                                |                                      |
| 7                                                                                           | São Caetano                          | SCS                                  | 10                                   | 7                                    | 3                                    | 4                                    | 13                                   | 16                                   | 0,813                                | 639                                  | 639                                  | 1,000                                |                                      |
| 8                                                                                           | Vôlei Futuro                         | VFO                                  | 10                                   | 7                                    | 3                                    | 4                                    | 10                                   | 15                                   | 0,667                                | 566                                  | 582                                  | 0,973                                |                                      |
| 9                                                                                           | Caxias                               | UCS                                  | 9                                    | 5                                    | 4                                    | 1                                    | 13                                   | 7                                    | 1,857                                | 492                                  | 453                                  | 1,086                                |                                      |
| 10                                                                                          | Montes Claros                        | MOC                                  | 9                                    | 5                                    | 4                                    | 1                                    | 13                                   | 7                                    | 1,857                                | 493                                  | 467                                  | 1,056                                |                                      |
| 11                                                                                          | Blumenau                             | BLU                                  | 9                                    | 7                                    | 2                                    | 5                                    | 11                                   | 17                                   | 0,647                                | 580                                  | 628                                  | 0,924                                |                                      |
| 12                                                                                          | Volta Redonda                        | VRO                                  | 9                                    | 7                                    | 2                                    | 5                                    | 8                                    | 18                                   | 0,444                                | 581                                  | 627                                  | 0,927                                |                                      |
| 13                                                                                          | Brasil Vôlei                         | BVC                                  | 8                                    | 6                                    | 2                                    | 4                                    | 10                                   | 12                                   | 0,833                                | 510                                  | 517                                  | 0,986                                |                                      |
| 14                                                                                          | Náutico                              | LNL                                  | 8                                    | 7                                    | 1                                    | 6                                    | 10                                   | 18                                   | 0,556                                | 608                                  | 651                                  | 0,934                                |                                      |
| 15                                                                                          | Cuiabá                               | CVC                                  | 8                                    | 7                                    | 1                                    | 6                                    | 7                                    | 20                                   | 0,350                                | 570                                  | 662                                  | 0,861                                |                                      |
| 16                                                                                          | Brasília                             | UPS                                  | 7                                    | 6                                    | 1                                    | 5                                    | 5                                    | 16                                   | 0,313                                | 463                                  | 510                                  | 0,908                                |                                      |
| 17                                                                                          | Álvares Vitória                      | ALV                                  | 6                                    | 6                                    | 0                                    | 6                                    | 2                                    | 18                                   | 0,111                                | 400                                  | 492                                  | 0,813                                |                                      |
| P – Pontuação; T – Total de jogos disputados; V - Vitórias; D - Derrotas; R - Razão (V / D) |                                      |                                      |                                      |                                      |                                      |                                      |                                      |                                      |                                      |                                      |                                      |                                      |                                      |

|  |                                                       |
|  | Zona de classificação às Oitavas de Final             |
|  | Rebaixados (Não disputarão o torneio no ano seguinte) |

### Final
| 1 de maio 9:30 | Cimed | 3 - 0                         | Montes Claros | Ibirapuera, São Paulo |
| 1 de maio 9:30 | 25 31 | Set 1 Set 2 Set 3 Set 4 Set 5 | 22 20 29      | Ibirapuera, São Paulo |

| Superliga Brasileira Masculina 2009-10 |
| Campeão                                |
| -------------------------------------- |
| Cimed 4º Título                        |